# Bomhof

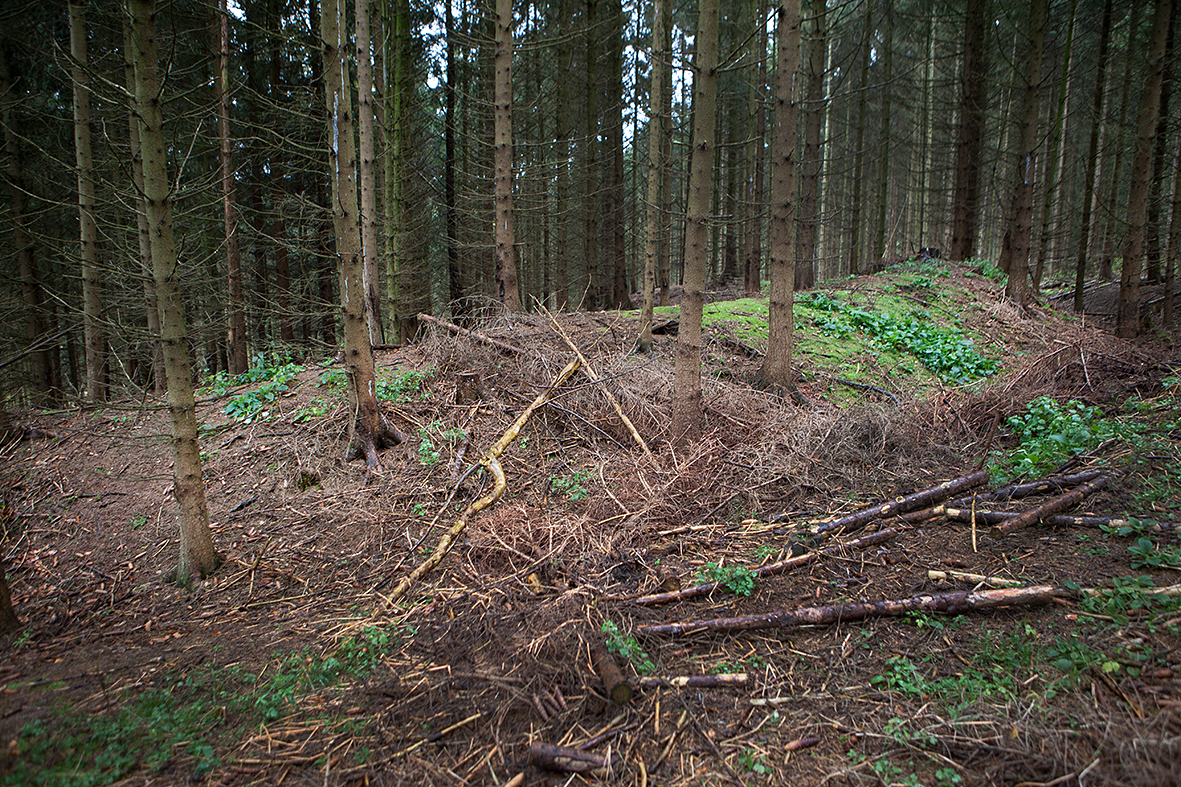
Bomhof, Wallreste

Der kleine Ringwall Bomhof liegt etwa 900 Meter südöstlich der Herlingsburg auf einer Geländestufe bei 200 Meter über NN Höhe bei Lügde im nordrhein-westfälischen Kreis Lippe. Von der etwa 400 Quadratmeter großen Anlage sind heute nur noch Wallreste erhalten.

## Geschichte

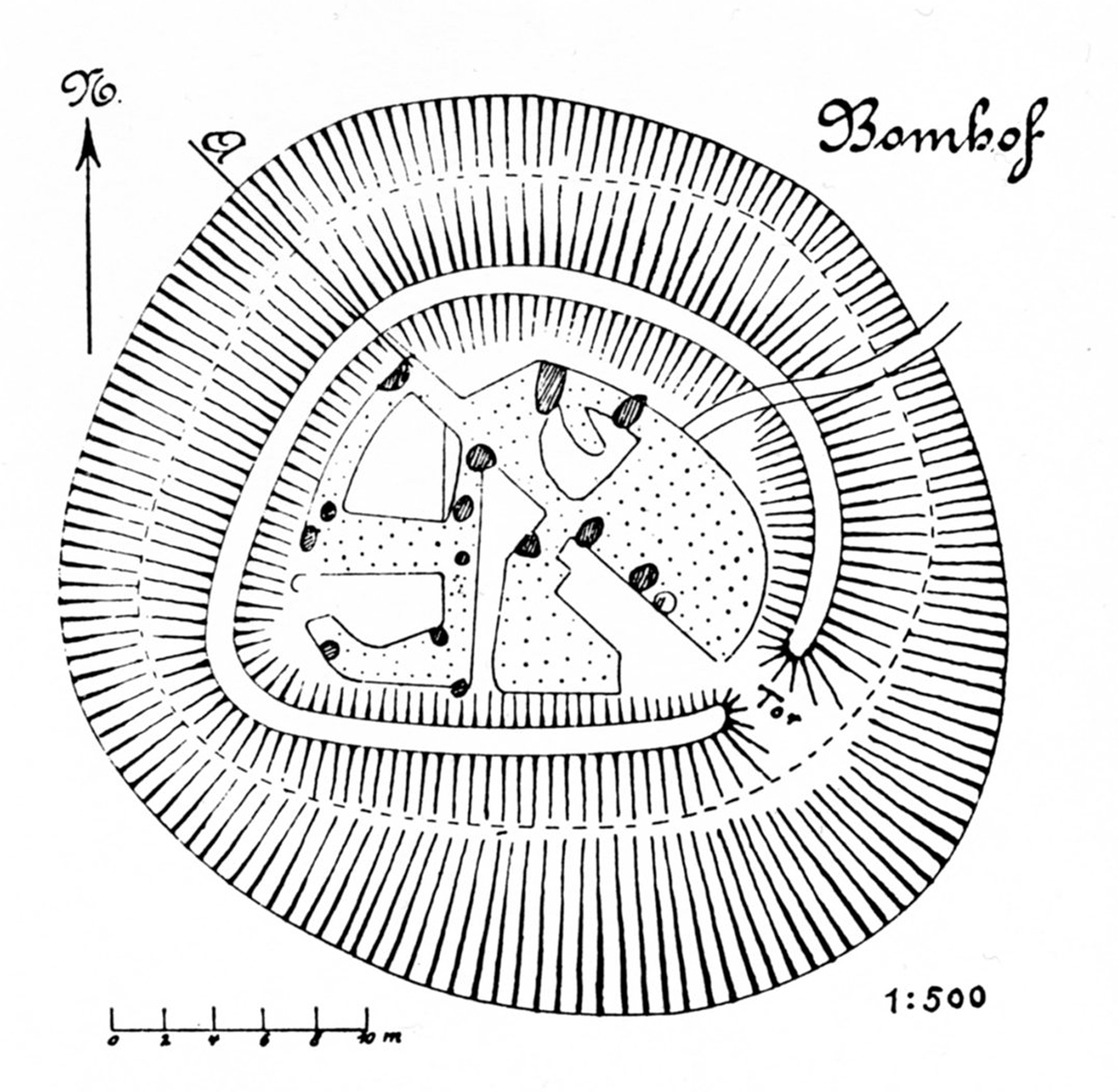
Bomhof, Lageplan von 1916

Der Bomhof wurde 1902 von Carl Schuchhardt und Otto Weerth im Zuge der Ausgrabungen an der Herlingsburg archäologisch untersucht und dabei im Zusammenhang mit dieser gesehen. Am Wall konnten dabei Standspuren einer doppelreihigen Holzverbauung innen und außen festgestellt werden. Zahlreiche Pfostenspuren im Innenbereich lassen auf eine dichte Bebauung schließen. Zahlreich gefundene Keramikfragmente lassen sich in das 9. und 10. Jahrhundert datieren. Die Funktion der Anlage konnte aufgrund der Ausgrabung nicht eindeutig festgestellt werden. Schuchhardt vermutete in dem Ringwall, an dem auch alte Hohlwege vorbeiführen, einen Wachtposten aus fränkischer Zeit. Auch die Funktion als kleine mittelalterliche Herrenburg wurde in Erwägung gezogen. 
2012 wurde der Bomhof erneut durch das Lippische Landesmuseum untersucht. Hierbei konnten aber keine neuen Funde zur Funktion und Datierung der Anlage gemacht werden.